# Стефан Едберг
Стефан Бенгт Едберг (швед. Stefan Bengt Edberg; рођен 19. јануара 1966. у Вестервику, Шведска) је бивши шведски професионални тенисер, који је провео укупно 72 недеља на 1. месту АТП листе. Освојио је шест гренд слем турнира у синглу и три у дублу.

## Каријера
Едберг се први пут у свету прочуо као јуниорски тенисер. 1983. године је освојио сва четири гренд слем турнира у јуниорској конкуренцији, и постао је први тенисер који је освојио „Јуниорски Гренд слем“. Као професионални тенисер, Едберг је освојио своју прву титулу у дублу, у Базелу 1983. Прву титулу у синглу освојио је у Милану исте године.
Едбергова прва гренд слем титула било је Отворено првенство Аустралије 1985. Тада је у три сета поразио свог земљака Матса Виландера. Две године касније, освојио је још једно Отворено првенство Аустралије, последње које је одржано на травнатом терену. Те године, 1987, освојио је две гренд слем титуле у мушком дублу, Отворено првенство Аустралије и Америке.
1988. достигао је своје треће финале Вимблдона. У сва три је играо против Бориса Бекера. Едберг је, за разлику од претходна два пута, успео да победи 1988. у четири сета. 1989. је тријумфовао Бекер, који је Едберга поразио у три сета. Иван Лендл је 1990. у финалу Аустралије победио Едберга који је меч предао при резултату 4-6, 7-6, 5-2. Предаја Едберга је први пут од Вимблдона 1911. да се играч повуче у финалу неког гренд слем турнира и једини у Опен ери од 1968. године. А онда је Едберг освојио своју другу вимблдонску титулу. Поново је играо против Бекера, а тада је одиграно пет сетова.
Едберг је постао 1. тенисер света 13. августа 1990, након што је освојио Синсинати Мастерс. На том месту задржао се до краја године, а био је 1. и током 1991. и 1992. На 1. месту укупно је провео 72 недеље.
Едбергове последње две гренд слем титуле биле су Отворено првенство Америке, 1991. и 1992. У првом је победио Џима Куријера, а у другом Пита Сампраса. Његово последње гренд слем финале било је Отворено првенство Аустралије 1993, када је у четири сета изгубио од Куријера. 1996. је освојио своју трећу гренд слем титулу у дублу, Отворено првенство Аустралије.
Једини гренд слем који Едберг никада није освојио је Отворено првенство Француске. Најближи освајању овог турнира био је 1989, када је, након пет одиграних сетова, изгубио од 17-огодишњег Американца Мајкла Ченга, који је тако постао најмлађи мушки освајач Гренд слема икада.
Едберг је свој најбољи тенис играо на брзим подлогама. Од шест гренд слем титула, четири је освојио на најбржој, травнатој подлози (ОП Аустралије и Вимблдон), а две на нешто споријој тврдој (ОП Америке).
Године 2004, тада 38-годишњи Едберг је ушао у Хол славних Интернационалне тениске федерације. Такође је освојио две бронзане медаље на Олимпијским играма 1988. у Сеулу, у мушком синглу и дублу. Током своје каријере, освојио је 42 титуле, од тога шест гренд слем и четири Мастерс турнира.

## Гренд слем финала

### Сингл

#### Победе (6)
| Година | Турнир                            | Подлога | Противник у финалу | Резултат у финалу       |
| 1985.  | Отворено првенство Аустралије     | Трава   | Матс Виландер      | 6–4, 6–3, 6–3           |
| 1987.  | Отворено првенство Аустралије (2) | Трава   | Пет Кеш            | 6–3, 6–4, 3–6, 5–7, 6–3 |
| 1988.  | Вимблдон                          | Трава   | Борис Бекер        | 4–6, 7–6, 6–4, 6–2      |
| 1990.  | Вимблдон (2)                      | Трава   | Борис Бекер        | 6–2, 6–2, 3–6, 3–6, 6–4 |
| 1991.  | Отворено првенство Америке        | Тврда   | Џим Куријер        | 6–2, 6–4, 6–0           |
| 1992.  | Отворено првенство Америке (2)    | Тврда   | Пит Сампрас        | 3–6, 6–4, 7–6, 6–2      |

#### Порази (5)
| Година | Турнир                        | Подлога | Противник у финалу | Резултат у финалу       |
| 1989   | Отворено првенство Француске  | Шљака   | Мајкл Ченг         | 6–1, 3–6, 4–6, 6–4, 6–2 |
| 1989   | Вимблдон                      | Трава   | Борис Бекер        | 6–0, 7–6, 6–4           |
| 1990   | Отворено првенство Аустралије | Тврда   | Иван Лендл         | 4–6, 7–6, 5–2 предаја   |
| 1992   | Отворено првенство Аустралије | Тврда   | Џим Куријер        | 6–3, 3–6, 6–4, 6–2      |
| 1993   | Отворено првенство Аустралије | Тврда   | Џим Куријер        | 6–2, 6–1, 2–6, 7–5      |

### Дубл

#### Победе (3)
| Година | Турнир                            | Подлога | Партнер      | Противници у финалу            | Резултат у финалу       |
| 1987.  | Отворено првенство Аустралије     | Трава   | Андерс Јарид | Питер Духан Лори Вордер        | 6–4, 6–4, 7–6           |
| 1987   | Отворено првенство Америке        | Тврда   | Андерс Јарди | Кен Флеч Роберт Сегусо         | 7–6, 6–2, 4–6, 5–7, 7–6 |
| 1996.  | Отворено првенство Аустралије (2) | Тврда   | Петр Корда   | Алекс О’Брајен Себастијен Ларо | 7–5, 7–5, 4–6, 6–1      |

#### Порази (2)
| Година | Турнир                       | Подлога | Партнер      | Противници у финалу      | Резултат у финалу         |
| 1984.  | Отворено првенство Америке   | Тврда   | Андерс Јарид | Џон Фицџералд Томаш Шмид | 7–6, 6–3, 6–3             |
| 1986.  | Отворено првенство Француске | Шљака   | Андерс Јарид | Џон Фицџералд Томаш Шмид | 6–3, 4–6, 6–3, 6–7, 14-12 |

## АТП Мастерс финала

### Победе (4)
| Година | Турнир       | Противник у финалу | Резултат у финалу  |
| 1990.  | Индијан Велс | Андре Агаси        | 6–4, 5–7, 7–6, 7–6 |
| 1990   | Синсинати    | Бред Гилберт       | 6–1, 6–1           |
| 1990   | Париз        | Борис Бекер        | 3–3 предат меч     |
| 1992.  | Хамбург      | Михаел Штих        | 5–7, 6–4, 6–1      |

### Порази (5)
| Година | Турнир    | Противник у финалу | Резултат у финалу       |
| 1990.  | Мајами    | Андре Агаси        | 6–1, 6–4, 0–6, 6–2      |
| 1990   | Стокхолм  | Борис Бекер        | 6–4, 6–0, 6–3           |
| 1991.  | Стокхолм  | Борис Бекер        | 3–6, 6–4, 1–6, 6–2, 6–2 |
| 1993.  | Синсинати | Мајкл Ченг         | 7–5, 0–6, 6–4           |
| 1994.  | Синсинати | Мајкл Ченг         | 6–2, 7–5                |